# Impatiens cuspidata
Impatiens cuspidata är en balsaminväxtart. Impatiens cuspidata ingår i släktet balsaminer, och familjen balsaminväxter.

## Underarter
Arten delas in i följande underarter:
- I. c. bipartita
- I. c. cuspidata